# St Mary Hoo
St Mary Hoo – wieś w Anglii, w hrabstwie ceremonialnym Kent, w dystrykcie (unitary authority) Medway. Leży 23 km na północ od miasta Maidstone i 52 km na wschód od centrum Londynu. Miejscowość liczy 244 mieszkańców.